# ネーハイシーザー
ネーハイシーザーは、日本の競走馬、種牡馬。1994年の天皇賞（秋）に優勝し、同年のJRA賞最優秀父内国産馬。日本レコード2回を含むレコード勝ち3回を記録した。

## 戦績

### 3歳〜4歳春
調教で動く事からデビュー時から布施正に期待されていた。1992年12月、中京競馬場でデビュー。安田康彦が騎乗し、ダート1000mの新馬戦を勝利した。
年が明けて2月に2勝目を挙げるが、芝での初のレースとなったすみれステークスでは直線で失速し、8着に敗れた。塩村克己との初コンビとなった春蘭ステークスで8番人気ながら勝利すると、日本ダービーを目指して京都4歳特別に出走する予定だったが、フレグモーネで出走を取り消し、春のクラシックレース出走はならなかった。

### 4歳秋
春のクラシックレースに出走できなかったネーハイシーザーは京都競馬場で行われた中日スポーツ賞4歳ステークスに出走した。8番人気だったが、ダイタクヘリオスが保持していた芝1800mの日本レコードを更新する1分45秒2のレコードタイムで重賞初制覇を飾った。
神戸新聞杯ではビワハヤヒデに敗れはしたものの2着となり、クラシック最終戦の菊花賞を迎えた。しかし、菊花賞ではレース中に心房細動を発症し、勝ったビワハヤヒデから遅れること約40秒、肺出血による調整不足でレースにならなかった17着のナリタタイシンからも更に約30秒遅れるという大差の殿負けを喫して、この年を終えている。

### 5歳春
心房細動は比較的軽症だったため、ネーハイシーザーは京都金杯からレースに復帰、京都金杯では3着になった。その後、マイラーズカップで4着となったネーハイシーザーは路線を中距離レースに絞るようになる。
その後、ネーハイシーザーは阪神競馬場の芝2000mで行われた産経大阪杯で勝利すると、京阪杯でも1分58秒9のコースレコードを叩き出して優勝した。こうして重賞2連勝で挑んだ宝塚記念では2番人気に推されるが、レコード勝ちしたビワハヤヒデの前に屈し、5着に敗れた。

### 5歳秋
ネーハイシーザーの秋初戦は毎日王冠だった。このレースでネーハイシーザーは自身が保持していた日本レコードを破る1分44秒6のレコードタイムで優勝し、天皇賞（秋）に臨んだ。
ビワハヤヒデ、ウイニングチケットに次ぐ3番人気に支持された天皇賞（秋）では、早めの抜け出しから後続を封じて勝利、念願のGI初制覇となった。
天皇賞後は有馬記念に出走したが、ナリタブライアンの9着に敗れた。ただ、ネーハイシーザーは天皇賞制覇したこの年のJRA賞で最優秀父内国産馬を受賞している。

### 6歳〜7歳
6歳時、ネーハイシーザーは産経大阪杯から始動したが、単勝1.6倍の圧倒的な1番人気に支持されながら、9着に惨敗した。その後安田記念は6着、宝塚記念は14着と掲示板に載れずに終わった。しかも、宝塚記念後には屈腱炎を発症してしまい、秋は全休せざるを得なかった。
7歳になるとネーハイシーザーは屈腱炎から立ち直り、産経大阪杯から復帰した。このレースでは6着に終わったが、次走の京阪杯では3着に入って健在ぶりをアピールした。しかし、その直後に屈腱炎を再発。これによりネーハイシーザーは引退し、種牡馬になった。

## 引退後
種牡馬になったネーハイシーザーは1997年から北海道日高スタリオンステーションにて繋養された。初年度は種付け料無料という事で83頭の繁殖牝馬を集めたが、翌年は50万円に種付け料を値上げしたところ13頭に激減した。初年度産駒からヒマラヤンブルー（巴賞、東京スポーツ杯3歳ステークス2着など）を出し、2001年には35頭と種付け頭数を増やしたが、翌2002年は9頭に減少、2004年は種付け数ゼロとなり、2005年に種牡馬を引退した。
種牡馬としては現役時代の馬主が競馬から撤退するなどの不遇な面もあったが、乗馬にはならず生まれ故郷の大道牧場に戻った後、2009年5月に新ひだか町三石の中橋牧場に移動し、さらに2011年11月からは荒木牧場にてオリオンザサンクス、トーシンブリザード、ブライアンズロマンらとともに暮らしていたが、2018年2月26日に病気のため死亡した。
マルゼンスキーの代表産駒の一頭であるサクラチヨノオーが後継馬を残せないまま既に死亡しており、ネーハイシーザーも後継を残せないまま種牡馬引退となった事で、実質的にマルゼンスキーの父系としての血統存続は厳しい状況になっている。2016年現在マルゼンスキー系ではクラグオーが種牡馬登録されている。

## 競走成績
| 年月日 | 年月日 | 年月日 | 競馬場 | 競走名             | 格      | 頭数 | オッズ （人気） | オッズ （人気） | 着順 | 騎手     | 斤量 | 距離（馬場）  | タイム （上り3F） | タイム 差 | 勝ち馬/（2着馬）       |
| 1992   | 12.    | 6      | 中京   | 3歳新馬            |         | 10   | 2.0             | （1人）         | 01着 | 安田康彦 | 53   | ダ1000m（良） | 01:01.0 (36.2)    | -0.2      | （オールダンシング）   |
|        | 12.    | 27     | 阪神   | さざんか賞         | 500万下 | 16   | 14.6            | （7人）         | 11着 | 安田康彦 | 54   | ダ1400m（良） | 01:27.9 (39.3)    | -1.3      | キョウエイヨシノ       |
| 1993   | 1.     | 16     | 京都   | 白梅賞             | 500万下 | 14   | 11.5            | （3人）         | 06着 | 安田康彦 | 55   | ダ1800m（良） | 01:56.3 (41.2)    | -2.0      | ナイスボール           |
|        | 2.     | 7      | 京都   | 4歳500万下         |         | 11   | 5.2             | （3人）         | 01着 | 安田康彦 | 54   | ダ1400m（良） | 01:27.2 (37.8)    | -0.3      | （トランブルー）       |
|        | 3.     | 14     | 阪神   | すみれS            | OP      | 11   | 22.3            | （6人）         | 08着 | 安田康彦 | 55   | 芝2200m（良） | 02:20.3 (37.2)    | -1.5      | チアズエンデバー       |
|        | 4.     | 17     | 阪神   | 春蘭S              | OP      | 16   | 17.8            | （8人）         | 01着 | 塩村克己 | 55   | 芝1200m（良） | 01:11.0 (36.0)    | -0.3      | （フジワンマンクロス） |
|        | 5.     | 9      | 京都   | 京都4歳特別        | GIII    | 15   |                 |                 | 取消 | 塩村克己 | 5    | 芝2000m（良） |                   |           | ケイウーマン           |
|        | 6.     | 13     | 阪神   | 白百合S            | OP      | 8    | 10.5            | （5人）         | 04着 | 大崎昭一 | 56   | 芝2000m（良） | 02:08.2 (37.8)    | -0.8      | ミスズシンザン         |
|        | 7.     | 4      | 京都   | 中日スポーツ賞4歳S | GIII    | 12   | 20.8            | （8人）         | 01着 | 塩村克己 | 54   | 芝1800m（稍） | R1:45.2 (35.8)    | -0.3      | (トーヨーリファール)   |
|        | 9.     | 26     | 阪神   | 神戸新聞杯         | GII     | 9    | 4.3             | （2人）         | 02着 | 塩村克己 | 54   | 芝2000m（良） | 02:03.1 (35.4)    | -0.2      | ビワハヤヒデ           |
|        | 11.    | 7      | 京都   | 菊花賞             | GI      | 18   | 28.3            | （8人）         | 18着 | 塩村克己 | 57   | 芝3000m（良） | 03:44.6 (61.9)    | 39.9      | ビワハヤヒデ           |
| 1994   | 1.     | 5      | 阪神   | 京都金杯           | GIII    | 16   | 4.2             | （2人）         | 03着 | 塩村克己 | 56   | 芝2000m（良） | 02:03.2 (37.4)    | -0.4      | エイシンテネシー       |
|        | 3.     | 6      | 中京   | マイラーズC        | GII     | 11   | 2.9             | （2人）         | 04着 | 塩村克己 | 56   | 芝1700m（良） | 01:40.9 (35.6)    | -0.3      | ノースフライト         |
|        | 4.     | 3      | 阪神   | 産経大阪杯         | GII     | 14   | 5.0             | （4人）         | 01着 | 塩村克己 | 56   | 芝2000m（良） | 02:01.2 (35.2)    | -0.6      | （ナイスネイチャ）     |
|        | 5.     | 14     | 阪神   | 京阪杯             | GIII    | 14   | 2.0             | （1人）         | 01着 | 塩村克己 | 57   | 芝2000m（良） | R1:58.9 (35.6)    | -0.1      | （スターバレリーナ）   |
|        | 6.     | 12     | 阪神   | 宝塚記念           | GI      | 14   | 8.9             | （2人）         | 05着 | 塩村克己 | 56   | 芝2200m（良） | 02:12.6 (36.3)    | -1.4      | ビワハヤヒデ           |
|        | 10.    | 9      | 東京   | 毎日王冠           | GII     | 11   | 4.4             | （1人）         | 01着 | 塩村克己 | 58   | 芝1800m（良） | R1:44.6 (35.0)    | -0.2      | （フジヤマケンザン）   |
|        | 10.    | 30     | 東京   | 天皇賞（秋）       | GI      | 13   | 8.6             | （3人）         | 01着 | 塩村克己 | 58   | 芝2000m（良） | 01:58.6 (34.8)    | -0.2      | （セキテイリュウオー） |
|        | 12.    | 25     | 中山   | 有馬記念           | GI      | 13   | 12.3            | （2人）         | 09着 | 塩村克己 | 57   | 芝2500m（良） | 02:33.8 (36.4)    | -1.6      | ナリタブライアン       |
| 1995   | 4.     | 2      | 京都   | 産経大阪杯         | GII     | 13   | 1.6             | （1人）         | 09着 | 塩村克己 | 59   | 芝2000m（良） | 02:00.1 (36.1)    | -0.8      | インターマイウェイ     |
|        | 5.     | 14     | 東京   | 安田記念           | GI      | 18   | 6.8             | （2人）         | 06着 | 塩村克己 | 57   | 芝1600m（良） | 01:33.5 (34.9)    | -0.3      | ハートレイク           |
|        | 6.     | 4      | 京都   | 宝塚記念           | GI      | 17   | 6.9             | （4人）         | 14着 | 塩村克己 | 57   | 芝2200m（稍） | 02:12.0 (36.5)    | -1.8      | ダンツシアトル         |
| 1996   | 3.     | 31     | 阪神   | 産経大阪杯         | GII     | 12   | 22.4            | （7人）         | 06着 | 塩村克己 | 59   | 芝2000m（稍） | 02:01.4 (35.1)    | -0.3      | タイキブリザード       |
|        | 5.     | 11     | 京都   | 京阪杯             | GIII    | 16   | 12.8            | （7人）         | 03着 | 塩村克己 | 59   | 芝2200m（良） | 02:13.0 (34.0)    | -0.2      | ダンスパートナー       |

- タイム欄のRはレコード勝ちを示す。

## 血統表
| ネーハイシーザーの血統        | ネーハイシーザーの血統                    | ネーハイシーザーの血統                  | （血統表の出典）         | （血統表の出典） |
| 父系                          | ニジンスキー系                            | ニジンスキー系                          | ニジンスキー系           |                  |
| 父 サクラトウコウ 1981 鹿毛   | 父の父マルゼンスキー 1974 鹿毛            | Nijinsky                                | Northern Dancer          | Northern Dancer  |
| 父 サクラトウコウ 1981 鹿毛   | 父の父マルゼンスキー 1974 鹿毛            | Nijinsky                                | Flaming Page             |                  |
| 父 サクラトウコウ 1981 鹿毛   | 父の父マルゼンスキー 1974 鹿毛            | *シル Shill                             | Buckpasser               | Buckpasser       |
| 父 サクラトウコウ 1981 鹿毛   | 父の父マルゼンスキー 1974 鹿毛            | *シル Shill                             | Quill                    |                  |
| 父 サクラトウコウ 1981 鹿毛   | 父の母サクラセダン 1972 鹿毛              | *セダン Sedan                           | Prince Bio               | Prince Bio       |
| 父 サクラトウコウ 1981 鹿毛   | 父の母サクラセダン 1972 鹿毛              | *セダン Sedan                           | Staffa                   |                  |
| 父 サクラトウコウ 1981 鹿毛   | 父の母サクラセダン 1972 鹿毛              | *スワンズウッドグローヴ Swanswood Grove | Grey Sovereign           | Grey Sovereign   |
| 父 サクラトウコウ 1981 鹿毛   | 父の母サクラセダン 1972 鹿毛              | *スワンズウッドグローヴ Swanswood Grove | Fakhry                   |                  |
| 母 ネーハイテスコ 1980 黒鹿毛 | 母の父*テスコボーイ Tesco Boy 1963 黒鹿毛 | Princely Gift                           | Nasrullah                | Nasrullah        |
| 母 ネーハイテスコ 1980 黒鹿毛 | 母の父*テスコボーイ Tesco Boy 1963 黒鹿毛 | Princely Gift                           | Blue Gem                 |                  |
| 母 ネーハイテスコ 1980 黒鹿毛 | 母の父*テスコボーイ Tesco Boy 1963 黒鹿毛 | Suncourt                                | Hyperion                 | Hyperion         |
| 母 ネーハイテスコ 1980 黒鹿毛 | 母の父*テスコボーイ Tesco Boy 1963 黒鹿毛 | Suncourt                                | Inquisition              |                  |
| 母 ネーハイテスコ 1980 黒鹿毛 | 母の母マリリン 1968 鹿毛                  | *パーソロン Partholon                   | Milesian                 | Milesian         |
| 母 ネーハイテスコ 1980 黒鹿毛 | 母の母マリリン 1968 鹿毛                  | *パーソロン Partholon                   | Paleo                    |                  |
| 母 ネーハイテスコ 1980 黒鹿毛 | 母の母マリリン 1968 鹿毛                  | ライフレントゲン                        | ハタカゼ                 | ハタカゼ         |
| 母 ネーハイテスコ 1980 黒鹿毛 | 母の母マリリン 1968 鹿毛                  | ライフレントゲン                        | エスパレード             |                  |
| 母系(F-No.)                   | エスサーディー系(FN:6-a)                  | エスサーディー系(FN:6-a)                | エスサーディー系(FN:6-a) | [ § 2 ]          |
| 5代内の近親交配               | Nasrullah 5×4                             | Nasrullah 5×4                           | Nasrullah 5×4            | [ § 3 ]          |
| 出典                          | 1. 2. 3.                                  | 1. 2. 3.                                | 1. 2. 3.                 | 1. 2. 3.         |

5代母ラツキーパレードの孫にウメノチカラがいる。